# Рихарда Швабская
Святая Рихарда (фр. Richarde; ок. 840 — 18 сентября между 894 и 896, Андлау) — императрица Запада (881—888), королева Западно-Франкского королевства (884—888), королева Восточно-Франкского королевства (882—888), королева Лотарингии (882—887), королева Италии (879/880—888), жена императора Карла III Толстого. Была известна своей набожностью.

## Биография
Рихарда была дочерью пфальцграфа Швабии и Эльзаса Эрхангера I из дома Ахалольфингов.
Она вышла замуж за Карла Толстого в 862 году и была коронована вместе с ним в 881 году Риме. В 887 году была обвинена своим мужем и его приближёнными в прелюбодеянии с Лиутвардом, канцлером Карла. Лиутвард бежал к Арнульфу Каринтийскому, побуждая его начать войну с императором. Рихарда потребовала проведения «Божьего суда», заявляя, что, несмотря на годы брака, всё ещё остаётся девственной и, следовательно, обвинение против неё ложно. Согласно легенде, она успешно перенесла испытание огнём (с обнажёнными ногами и одетая в рубашку, покрытую воском, она пересекает пламя без каких-либо ожогов). Несмотря на все заявления Рихарды, проведённый по требованию Карла III генеральный сейм утвердил развод.
После этого Рихарда ушла в монастырь города Андлау (в Эльзасе) недалеко от Страсбурга, который сама основала в 880 году. Позднее там она и скончалась.
Рихарда была канонизирована в 1049 году. Годовщина смерти отмечается Римско-католической церковью как праздник.

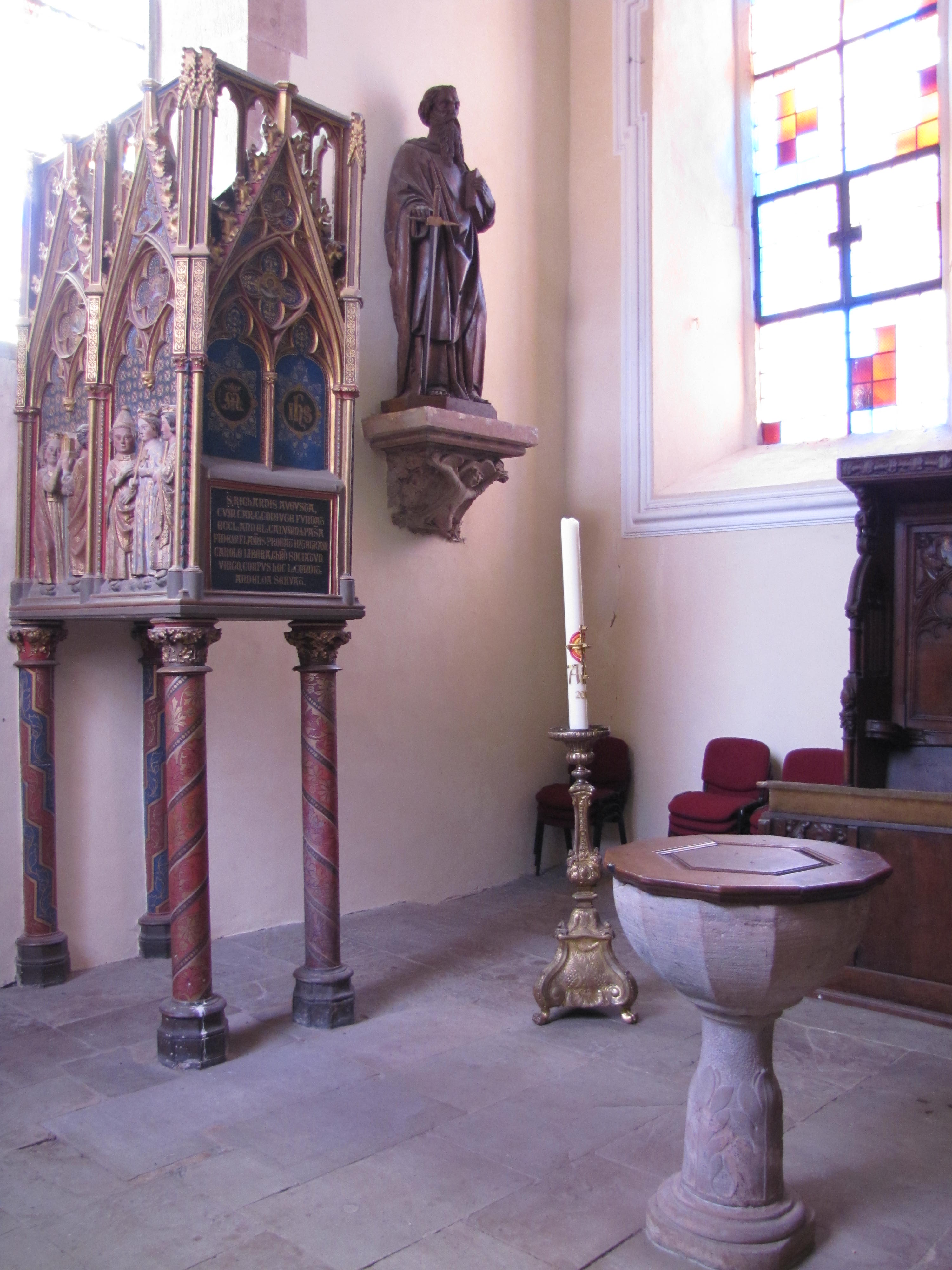
Рака Святой Рихарды в церкви Петра и Павла в Андлау
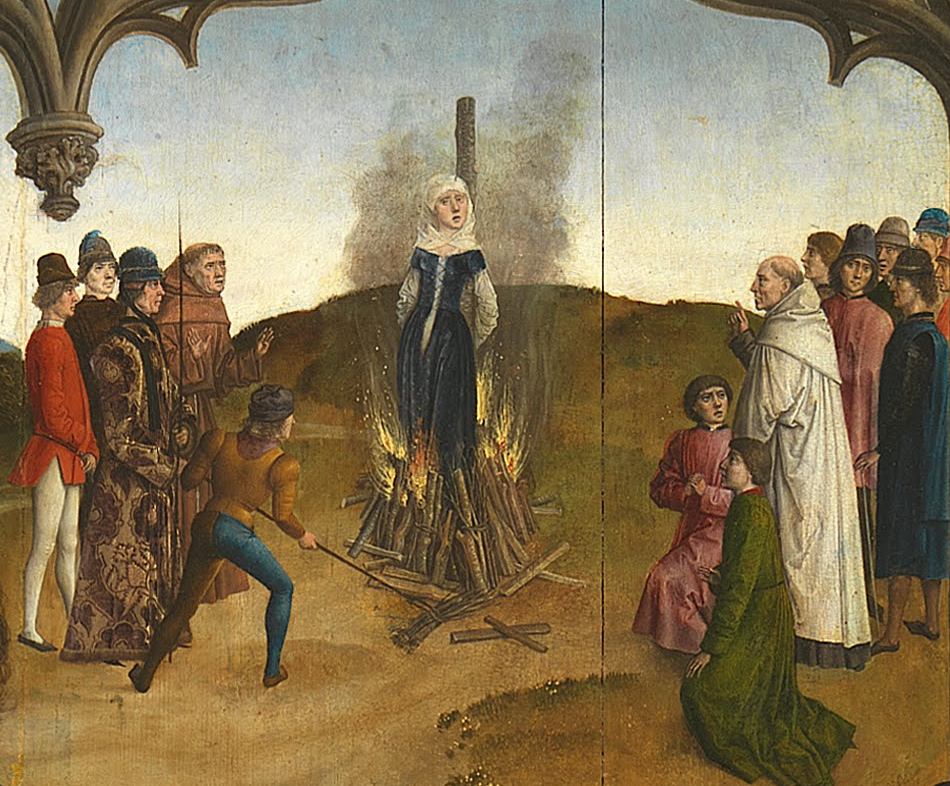
Рихарда Швабская проходит испытание огнём. Фрагмент картины Баутса Дирка